# 圣让德维涅
圣让德维涅（法語：Saint-Jean-des-Vignes，法語發音：[sɛ̃ ʒɑ̃ de viɲ]）是法国罗讷省的一个市镇，属于索恩河畔自由城区。

## 地名
缩合冠词“des”发音为[de]，在《法汉译音表》中对应“代”字，但其仅在“圣莫代福塞”（Saint-Maur-des-Fossés）等少数地名中译作“代”，《世界地名翻译大辞典》、《世界地名译名词典》和《法国地图册》等主流地名译名类书籍资料中多译作“德”。

## 地理
圣让德维涅（45°52'33"N, 4°41'4"E）面积2.57 平方千米，位于法国奥弗涅-罗讷-阿尔卑斯大区罗讷省，该省份为法国中东部省份，北起顺时针与索恩-卢瓦尔省、安省、里昂大都会、伊泽尔省和卢瓦尔省接壤。
与圣让德维涅接壤的市镇（或旧市镇、城区）包括：莫朗塞、洛扎讷、阿泽尔格河畔贝尔蒙、沙尔奈、阿泽尔格河畔沙宰、弗拉涅。
圣让德维涅的时区为UTC+01:00、UTC+02:00（夏令时）。

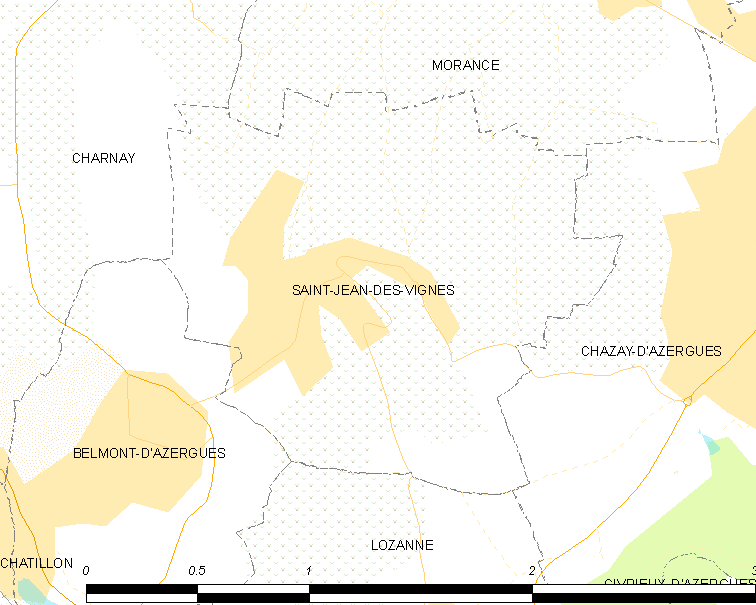
圣让德维涅的OSM定位图

## 行政
圣让德维涅的邮政编码为69380，INSEE市镇编码为69212。

## 政治
圣让德维涅所属的省级选区为瓦勒德万县。

## 人口

1962-2008年间圣让德维涅人口变化图示

圣让德维涅于2022年1月1日时的人口数量为472人。